# Acacia cylindriflora
Acacia cylindriflora é uma espécie de leguminosa do gênero Acacia, pertencente à família Fabaceae.